# Стеблівська селищна рада
Стеблі́вська се́лищна ра́да — адміністративно-територіальна одиниця та орган місцевого самоврядування в Корсунь-Шевченківському районі Черкаської області. Адміністративний центр — селище міського типу Стеблів.

## Загальні відомості
- Населення ради: 3 791 особа (станом на 1 січня 2007 року)

## Населені пункти
Селищній раді підпорядковані населені пункти:
- смт Стеблів

## Склад ради
Рада складається з 20 депутатів та голови.
- Голова ради: Данільченко Олексій Володимирович
- Секретар ради: Логвиненко Тетяна Миколаївна

### Керівний склад попередніх скликань
| Прізвище, ім'я, по батькові       | Основні відомості                                                         | Дата обрання | Дата звільнення |
| --------------------------------- | ------------------------------------------------------------------------- | ------------ | --------------- |
| Устяновський Анатолій Іванович    | Селищний голова, 1959 року народження, член Соціалістичної партії України | 26.03.2006   | 31.10.2010      |
| Данільченко Олексій Володимирович | Селищний голова, 1962 року народження, освіта вища, безпартійний          | 31.10.2010   |                 |

Примітка: таблиця складена за даними сайту Верховної Ради України

### Депутати
За результатами місцевих виборів 2010 року депутатами ради стали:

#### За суб'єктами висування
| Суб'єкт висування           | Кількість обраних депутатів | %  |
| --------------------------- | --------------------------- | -- |
| Самовисування               | 13                          | 65 |
| Партія регіонів             | 5                           | 25 |
| Комуністична партія України | 1                           | 5  |
| Народна партія              | 1                           | 5  |

#### За округами
| № округу                    | Прізвище, ім'я, по батькові       | Дата визнання обраним | Освіта  | Партійна приналежність            | Відомості про обраного депутата                                  |
| --------------------------- | --------------------------------- | --------------------- | ------- | --------------------------------- | ---------------------------------------------------------------- |
| Комуністична партія України |                                   |                       |         |                                   |                                                                  |
| 7                           | Мирошник Галина Василівна         | 02.11.2010            | середня | член Комуністичної партії України | Обслуговуючий кооператив «Надія», бухгалтер                      |
| Народна Партія              |                                   |                       |         |                                   |                                                                  |
| 9                           | Масюк Ігор Іванович               | 02.11.2010            | вища    | член Народної партії              | Стеблівське ПТУ, викладач спецдисциплін                          |
| Партія регіонів             |                                   |                       |         |                                   |                                                                  |
| 4                           | Руденко Вадим Анатолійович        | 02.11.2010            | вища    | позапартійний                     | Коріс АМ, завідувач виробництва                                  |
| 6                           | Авраменко Микола Іванович         | 02.11.2010            | середня | член Партії регіонів              | Стеблівський психоневрологічний інтернат, завідувач господарства |
| 10                          | Волковінська Людмила Іванівна     | 02.11.2010            | середня | член Партії регіонів              | Стеблівський психоневрологічний інтернат, сестра-господарка      |
| 16                          | Скляренко Андрій Васильович       | 02.11.2010            | середня | член Партії регіонів              | Оздоровчий центр «Рось», завгосп                                 |
| 18                          | Хоменко Галина Олексіївна         | 02.11.2010            | середня | позапартійна                      | СТОВ АФ «Корсунь», оператор по відгодівлі свиней                 |
| Самовисування               |                                   |                       |         |                                   |                                                                  |
| 1                           | Вдовченко Анатолій Андрійович     | 02.11.2010            | середня | позапартійний                     | Обслуговуючий кооператив «Надія», директор                       |
| 2                           | Логвиненко Тетяна Миколаївна      | 02.11.2010            | вища    | позапартійна                      | Стеблівська селищна рада, секретар                               |
| 3                           | Данільченко Олена Іванівна        | 02.11.2010            | середня | позапартійна                      | Стеблівська селищна рада, спеціаліст 1 категорії                 |
| 5                           | Соболевський Володимир Васильович | 02.11.2010            | середня | позапартійний                     | Стеблівська селищна рада, спеціаліст 1 категорії                 |
| 8                           | Харченко Світлана Віталіївна      | 02.11.2010            | вища    | позапартійна                      | Стеблівська селищна рада, головний бухгалтер                     |
| 11                          | Кузьменко Валентина Борисівна     | 02.11.2010            | вища    | позапартійна                      | Стеблівська загальносвітня школа, вчитель початкових класів      |
| 12                          | Вдовченко Юрій Олексійович        | 02.11.2010            | середня | позапартійний                     | Стеблівська фабрика, головний механік                            |
| 13                          | Шевченко Людмила Миколаївна       | 02.11.2010            | вища    | позапартійна                      | Стеблівська дільнична лікарня, головний лікар                    |
| 14                          | Шкляренко Микола Іванович         | 02.11.2010            | вища    | позапартійний                     | ПП Росинка- 2, приватний підприемець                             |
| 15                          | Масюк Сергій Іванович             | 02.11.2010            | вища    | позапартійний                     | РСП «Київцентраеро», старший технік                              |
| 17                          | Чорний Петро Олександрович        | 02.11.2010            | середня | позапартійний                     | СТОВ АФ «Корсунь», завідуючийсвинофермою                         |
| 19                          | Мовчан Анатолій Іванович          | 02.11.2010            | середня | позапартійний                     | приватний підприємець                                            |
| 20                          | Павленко Галина Олександрівна     | 02.11.2010            | середня | позапартійна                      | Стеблівська дошкільна установа «Росинка», медична сестра         |